# Doug LaMalfa
Pour les articles homonymes, voir Malfa (homonymie).
Doug LaMalfa, né le 2 juillet 1960 à Oroville (Californie), est un homme politique américain, membre du Parti républicain et élu du premier district congressionnel de Californie à la Chambre des représentants des États-Unis depuis 2013.

## Biographie
Originaire d'Oroville dans le comté californien de Butte, Doug LaMalfa est agriculteur de profession. Il est élu à l'Assemblée de Californie de 2002 à 2008, puis au Sénat de l'État.
En janvier 2012, le représentant républicain Wally Herger (en), élu depuis 1987, annonce qu'il n'est pas candidat à sa réélection et qu'il soutient LaMalfa pour lui succéder. LaMalfa se présente ainsi à la Chambre des représentants des États-Unis dans le 1er district de Californie, une circonscription rurale du nord de l'État qui tend vers les républicains. LaMalfa est considéré comme le favori de l'élection. Il arrive en tête de la primaire avec 37,9 % des suffrages devant le démocrate Jim Reed (24,8 %), le républicain Sam Aanestad (14,4 %) et cinq autres candidats. Il est élu représentant avec 57,4 % des voix face à Reed. En 2014, il est réélu avec 61 % des suffrages face à la démocrate Heidi Hall.
Lors des primaires présidentielles républicaines de 2016, il soutient le sénateur Marco Rubio.
Il est candidat à sa réélection en 2016. Le 7 juin, il prend la tête de la primaire avec 40,8 % des voix devant le démocrate Jim Reed (28,3 %) et le républicain Joe Montes (17 %).